# Jennifer Uchendu
Jennifer Uchendu, née le 10 août 1992 à Umuahia au Nigeria, est une spécialiste nigériane du développement durable et de l'éco-anxiété face au changement climatique. 
Elle est la fondatrice de SustyVibes, qui a pour but de rendre la durabilité compréhensible et réalisable pour la jeunesse nigériane, ainsi que du Eco-Anxiety Africa Project pour l'observation et la réduction de l'éco-anxiété chez les Africains, leur information, leur accompagnement, leur assistance juridique.
Elle est en 2023 l'une des 100 femmes les plus influentes de la BBC.

## Biographie

### Formation
Jennifer Olachi Uchendu naît le 10 août 1992 à Umuopara dans la banlieue d'Umuahia. Elle effectue des études de biochimie et obtient son diplôme à l'Université Covenant à Ota, dans l'État d'Ogun, puis elle bénéficie d'une bourse Chevening pour poursuivre en Angleterre une maîtrise en études de développement de l'Institut d'études sur le développement, au sein de l'Université du Sussex,. Elle est employée par l'université d'Utrecht pour des travaux de recherche sur l'éco-anxiété.

### Carrière
L'intérêt de Jennifer Uchendu pour le lien entre les jeunes, les femmes et l'action contre le changement climatique lui vient de ses études de maîtrise, lorsqu'elle approfondit les sujets de la justice climatique, de l'art, de la jeunesse et de leur vulnérabilité à l'éco-anxiété. C'est à la même époque qu'elle commence à travailler avec l'organisation caritative ONCA.
Ses recherches sur les impacts du changement climatique sur la santé mentale sont considérées et reconnues. Ses travaux de recherche mettent en évidence l'importance du changement climatique du point de vue de ses effets sur la santé. Elle fait partie du petit nombre de militants africains qui participent à la Conférence de Glasgow de 2021 sur les changements climatiques (COP26).
En 2017, elle co-écrit le livre A Guide to Business Sustainability in Nigeria sur les entreprises et le développement durable au Nigeria,.
Elle est la fondatrice de SustyVibes, un projet mené par des jeunes pour rendre le développement durable compréhensible et réalisable pour la jeunesse nigériane,.
Elle crée en 2022 le projet Eco-Anxiety Africa (TEAP), un des premiers projets de ce type, sur l'observation et la thérapie de l'éco-anxiété chez les Africains, particulièrement les jeunes, les aider à maîtriser leurs émotions, les informer et les assister juridiquement,,. 
Jennifer Uchendu est nommée en 2022 l'une des « 20 meilleures jeunes femmes dans le développement durable » par Young Women in Sustainable Development. L'année suivante, en 2023, elle est nommée l'une des 100 femmes les plus influentes de la BBC,.